# Goldhannwarte
Die Goldhannwarte war ein Aussichtsturm auf dem 683 m ü. A. hohen Frauenkogel im 13. Grazer Stadtbezirk Gösting nahe der heutigen Gemeinde Gratwein-Straßengel.

## Geschichte und Gestaltung

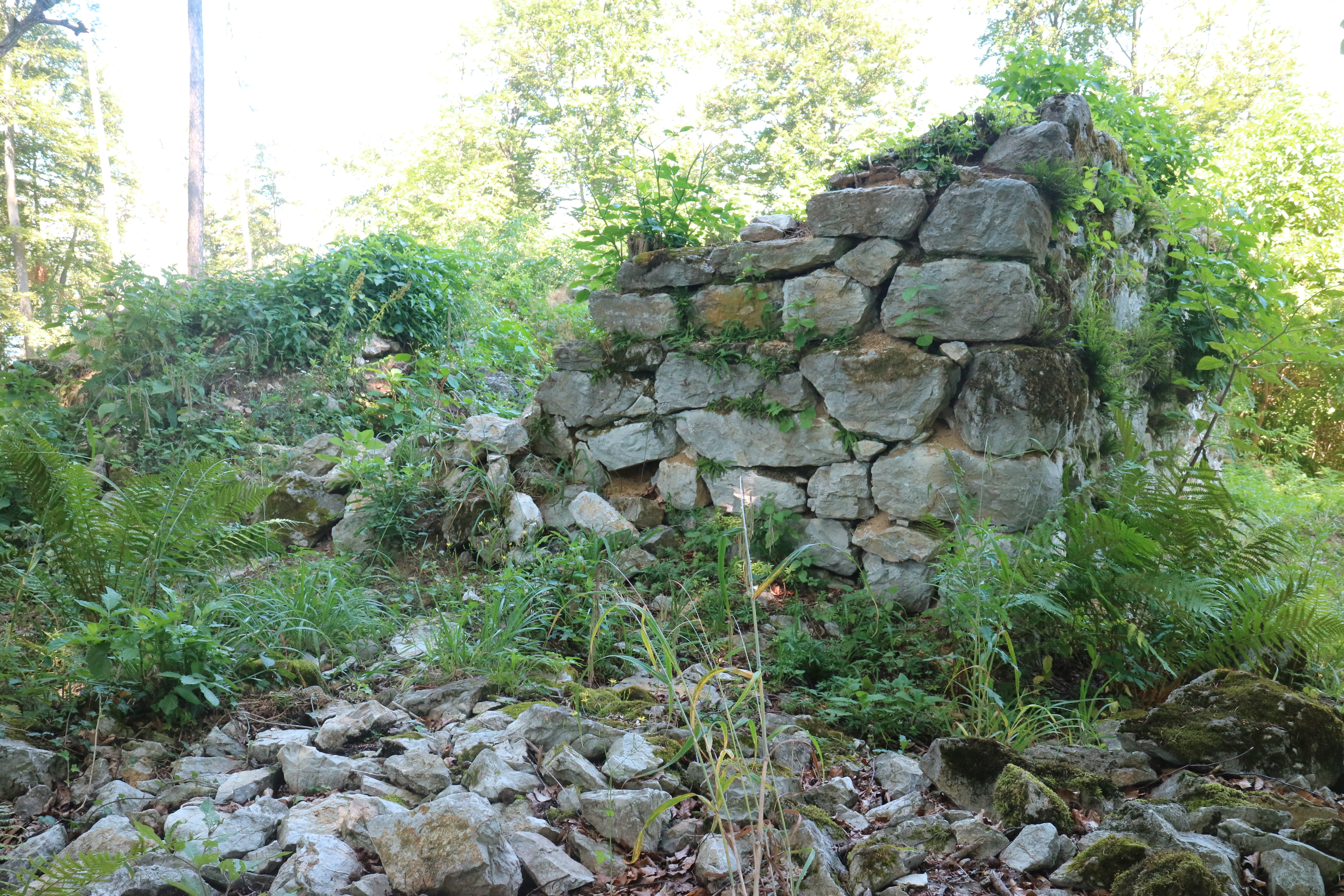
Die Überreste im Jahr 2019

Der Name der nicht mehr existierenden Goldhannwarte geht auf ihren Initiator Franz Goldhann (1859–1954) zurück, einem Literaten und Schriftführer des Österreichischen Touristenclubs. Das Gebiet um den Frauenkogel, in dessen Nähe sich die Burgruine Gösting befindet, war um 1890 nicht erschlossen und ohne markierte Wanderwege. Goldhann hatte die Idee, die Wege auf den Frauenkogel markieren und eine Aussichtswarte errichten zu lassen. Nachdem der Touristenclub die Realisierung beschlossen hatte, übernahm er die Projektleitung.
Der Turm aus Holz hatte eine Gesamthöhe von 25 Metern, der Entwurf stammte vom Architekten Josef Hönigmann aus Graz. Die annähernd quadratische Aussichtsplattform ruhte auf vier Holzträgern und war über mehrere Treppenabsätze erreichbar. Ein flaches Zeltdach krönte die Goldhannwarte. Am 24. Juli 1892 wurde die Goldhannwarte feierlich eröffnet, die Aussicht von ihr war überraschend weit und gut. Der Holzturm blieb bis 1908 bestehen, als ein Blitz einschlug und das Gebäude niederbrannte. Der Versuch, die Warte 1915 erneut zu bauen, scheiterte am Ersten Weltkrieg. Trotz Grundmauernlegung erfolgte bis in die Gegenwart kein Neubau.